# 嘉祥寺
嘉祥寺，位于山西省晋城市高平市城东北10公里的赤祥村，是中华人民共和国全国重点文物保护单位之一。
1996年1月12日，公布为山西省文物保护单位，2013年5月公布为全国重点文物保护单位，是一座古建筑及历史纪念建筑物。